# سیارک ۴۴۶۳
سیارک ۴۴۶۳ (به انگلیسی: 4463 Marschwarzschild، نامگذاری:1954UO2) چهار هزار و چهارصد و شصت و سومین سیارک کشف شده‌است که در ۲۸ اکتبر ۱۹۵۴ کشف شد.
قدر مطلق سیارک برابر ۱۲٫۸۰ است.